# Dreifaltigkeitskirche (Bülach)

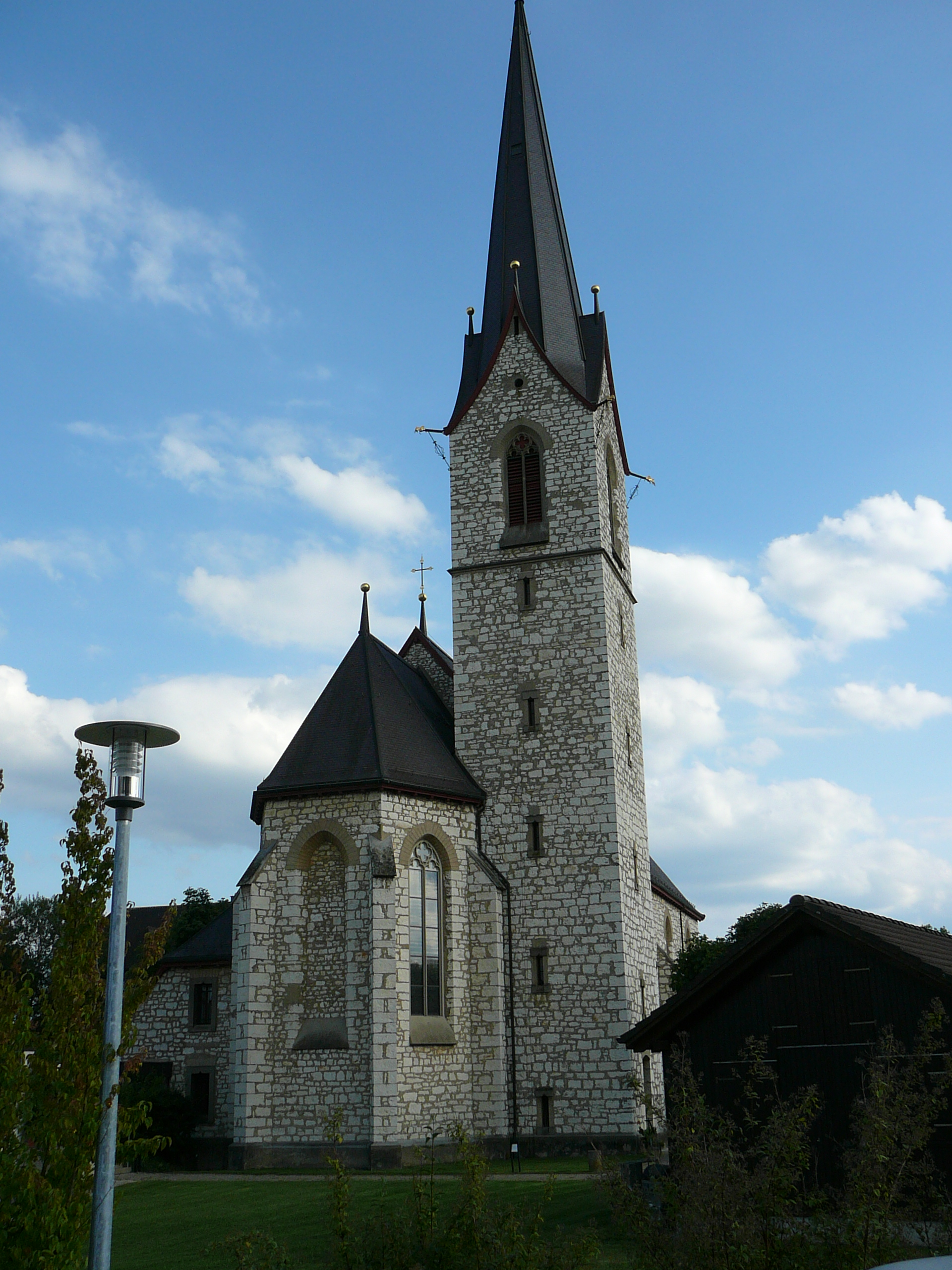
Ansicht von Norden

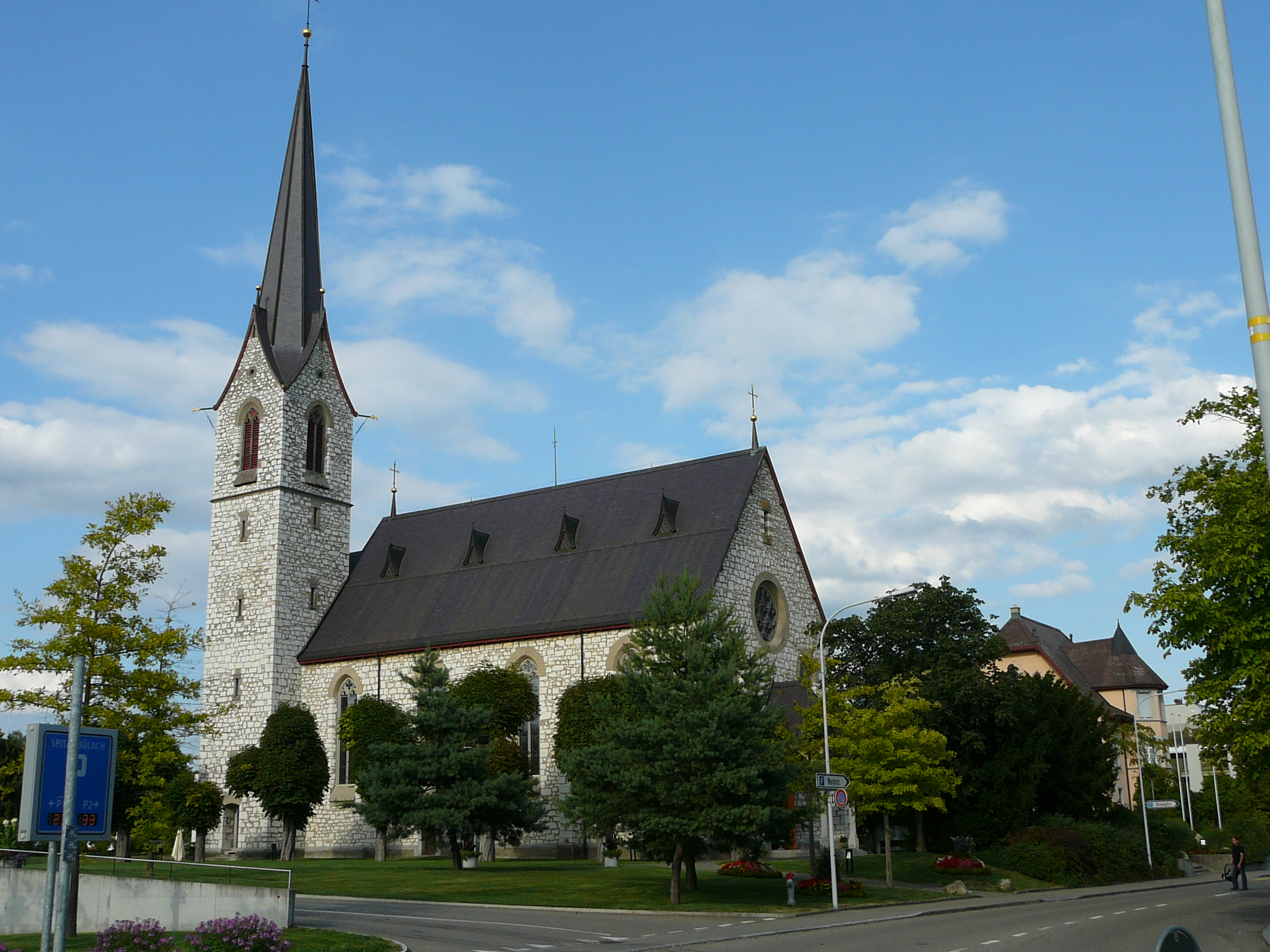
Ansicht von Südwesten

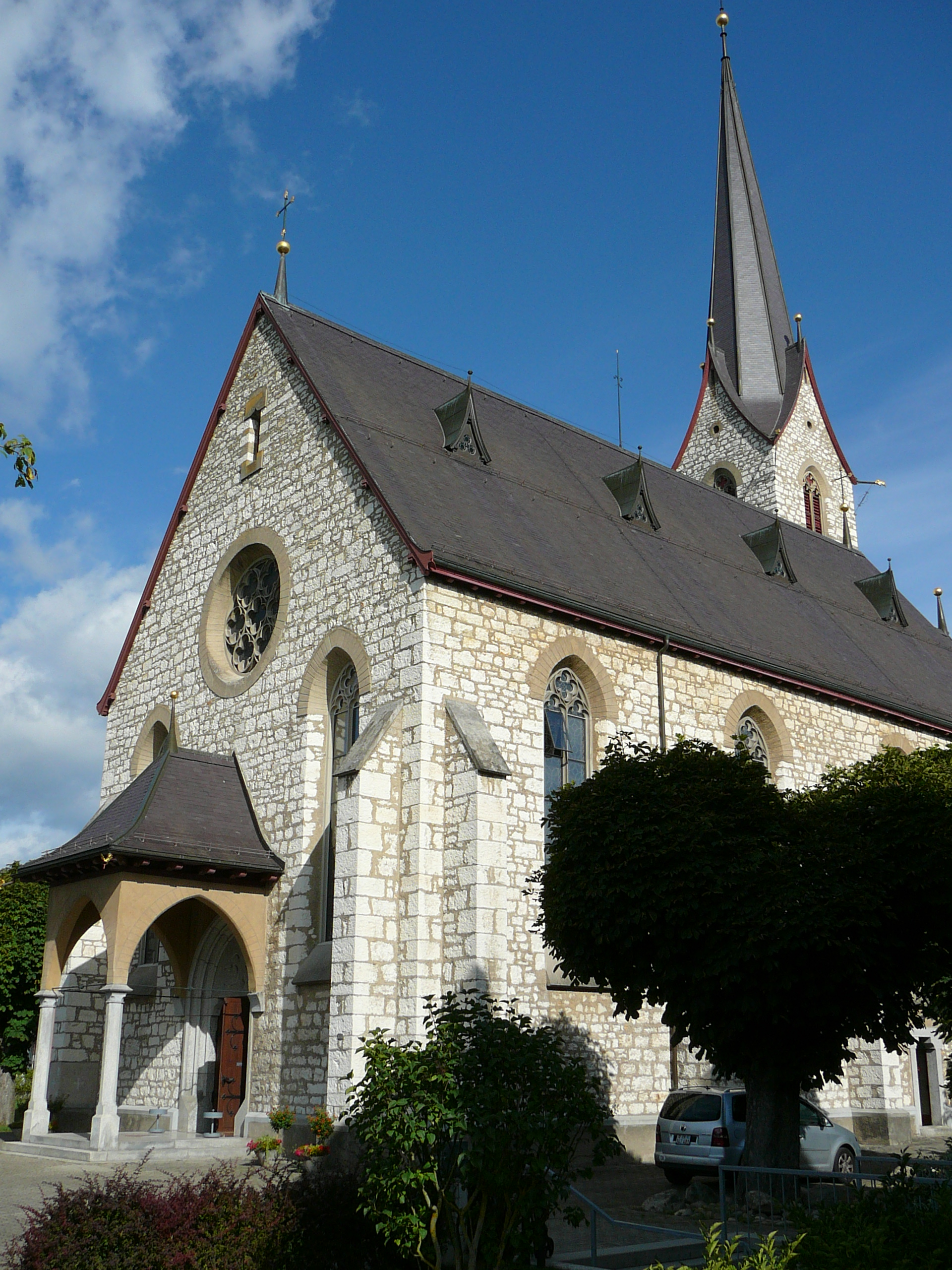
Dreifaltigkeitskirche, Ansicht von Südosten

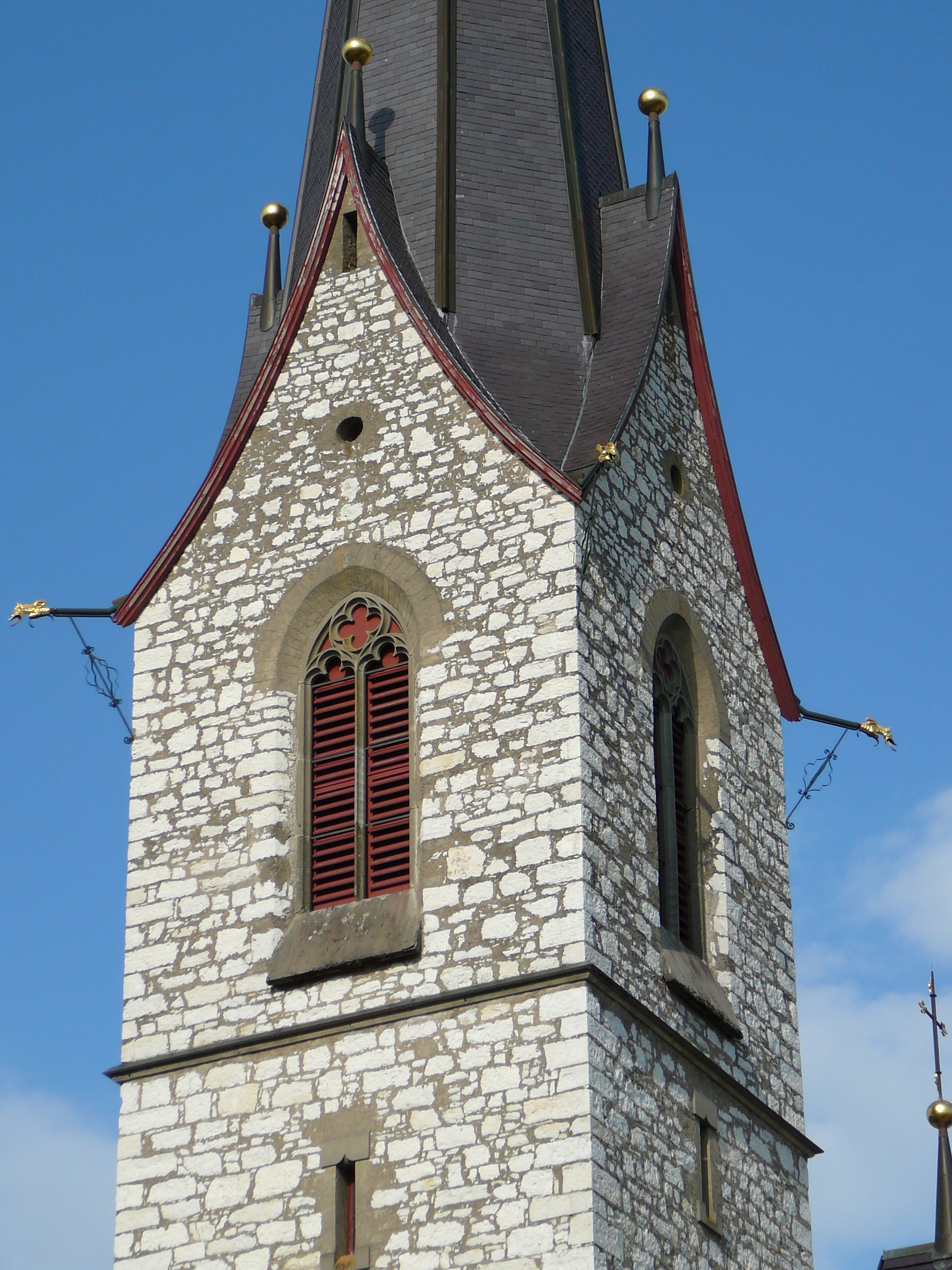
Der Kirchturm

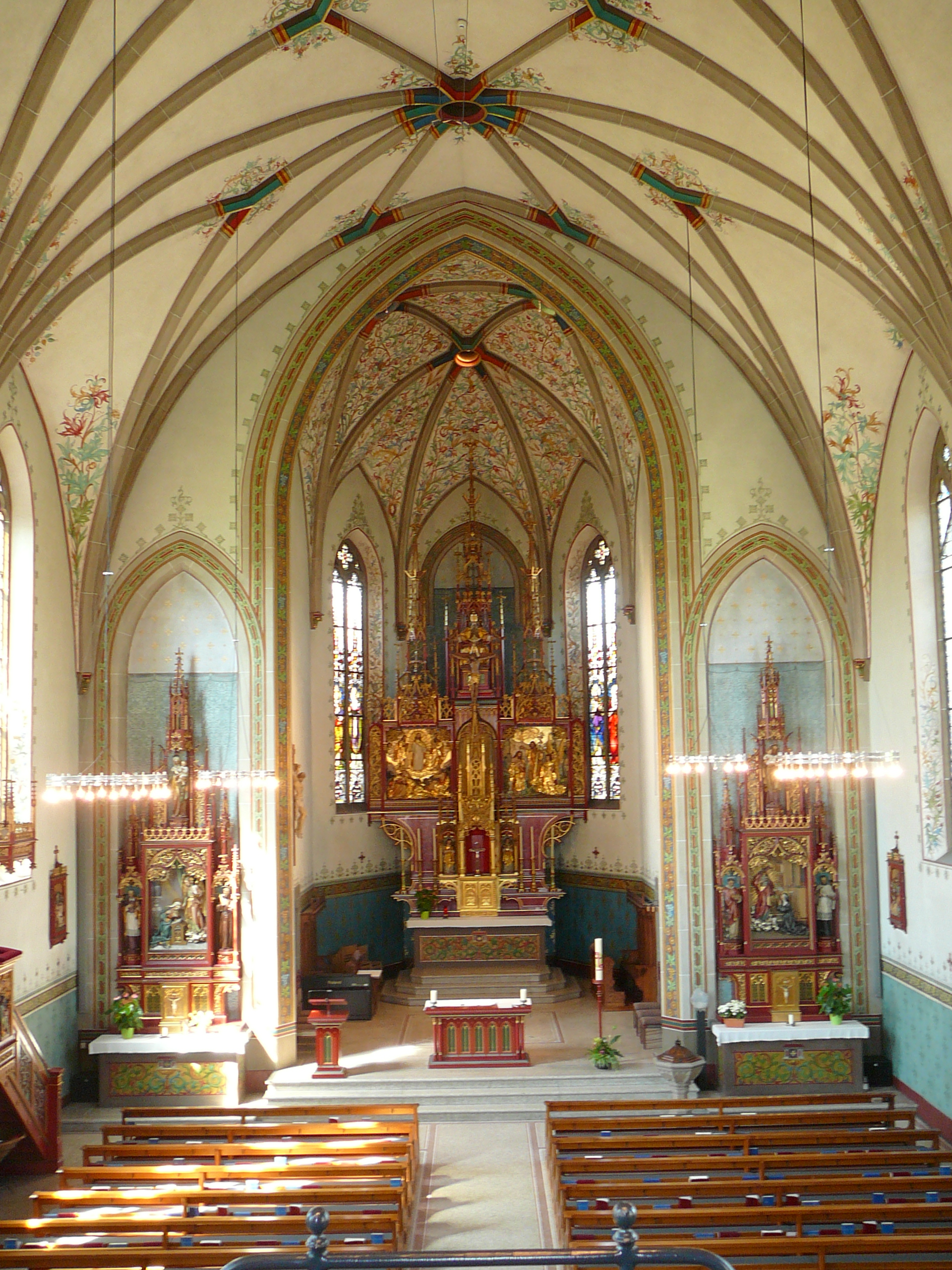
Innenansicht

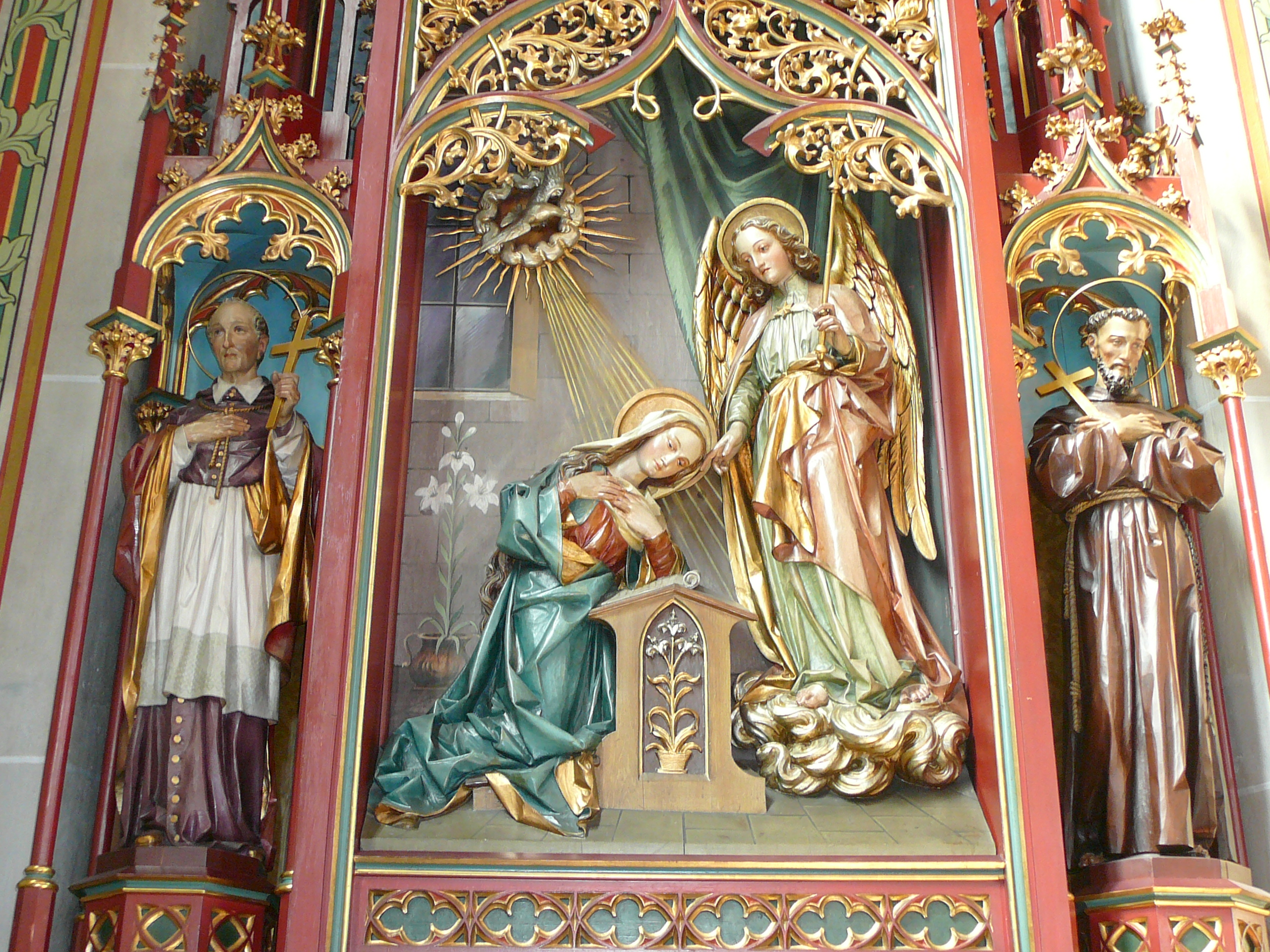
Verkündigungsszene am Seitenaltar

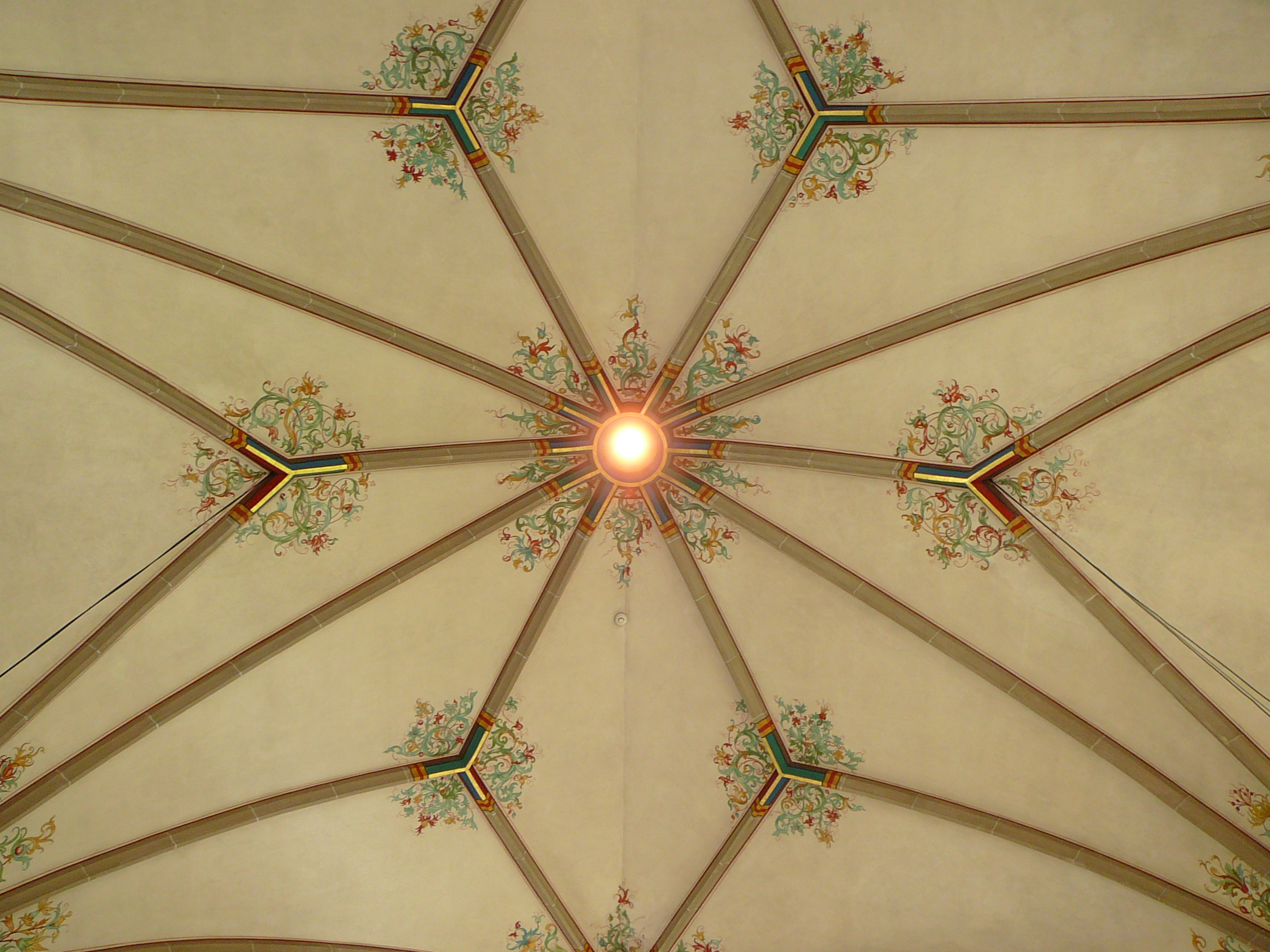
Decke, Detailaufnahme

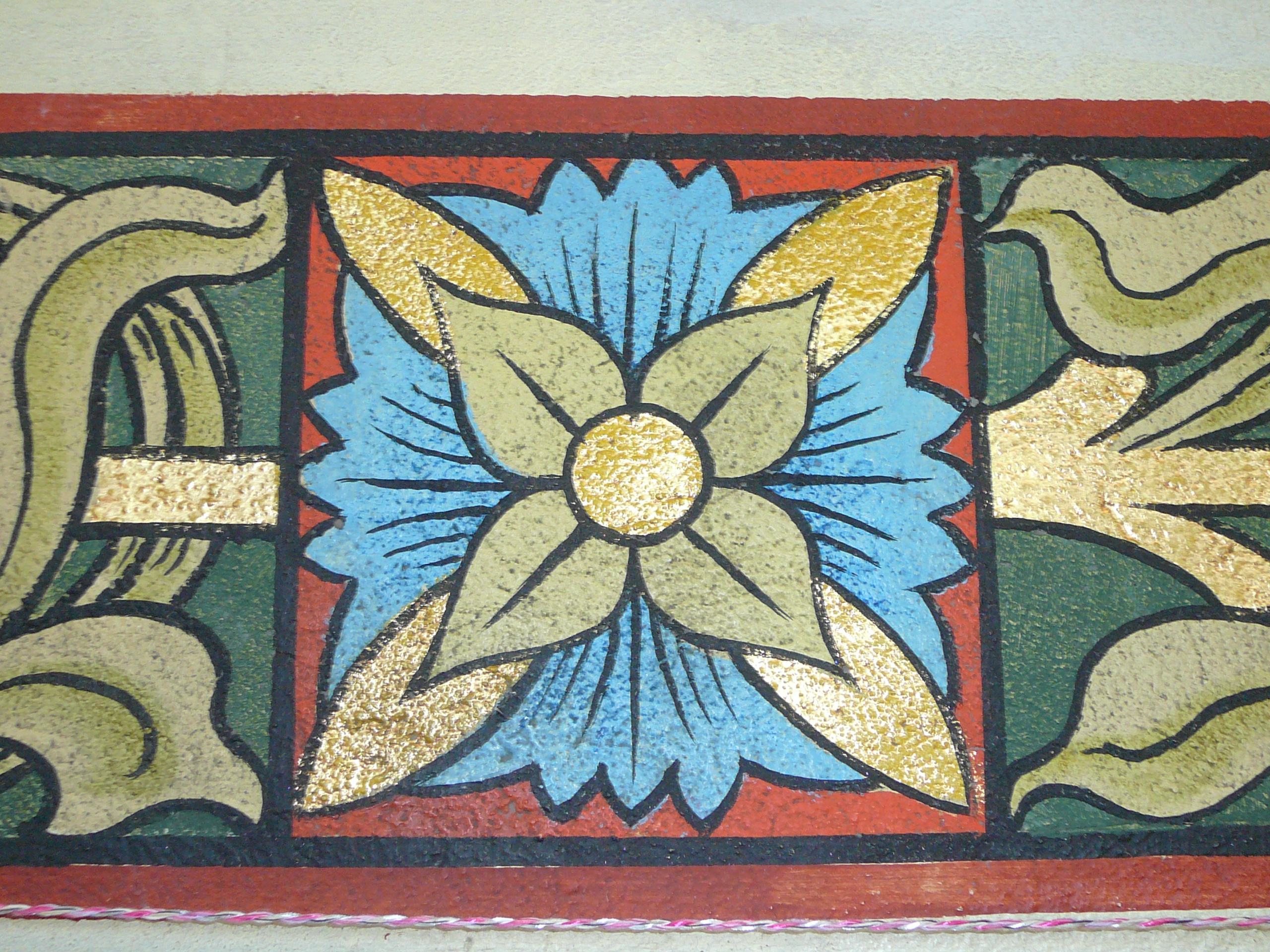
Wandbemalung im Kirchenschiff, Detailaufnahme

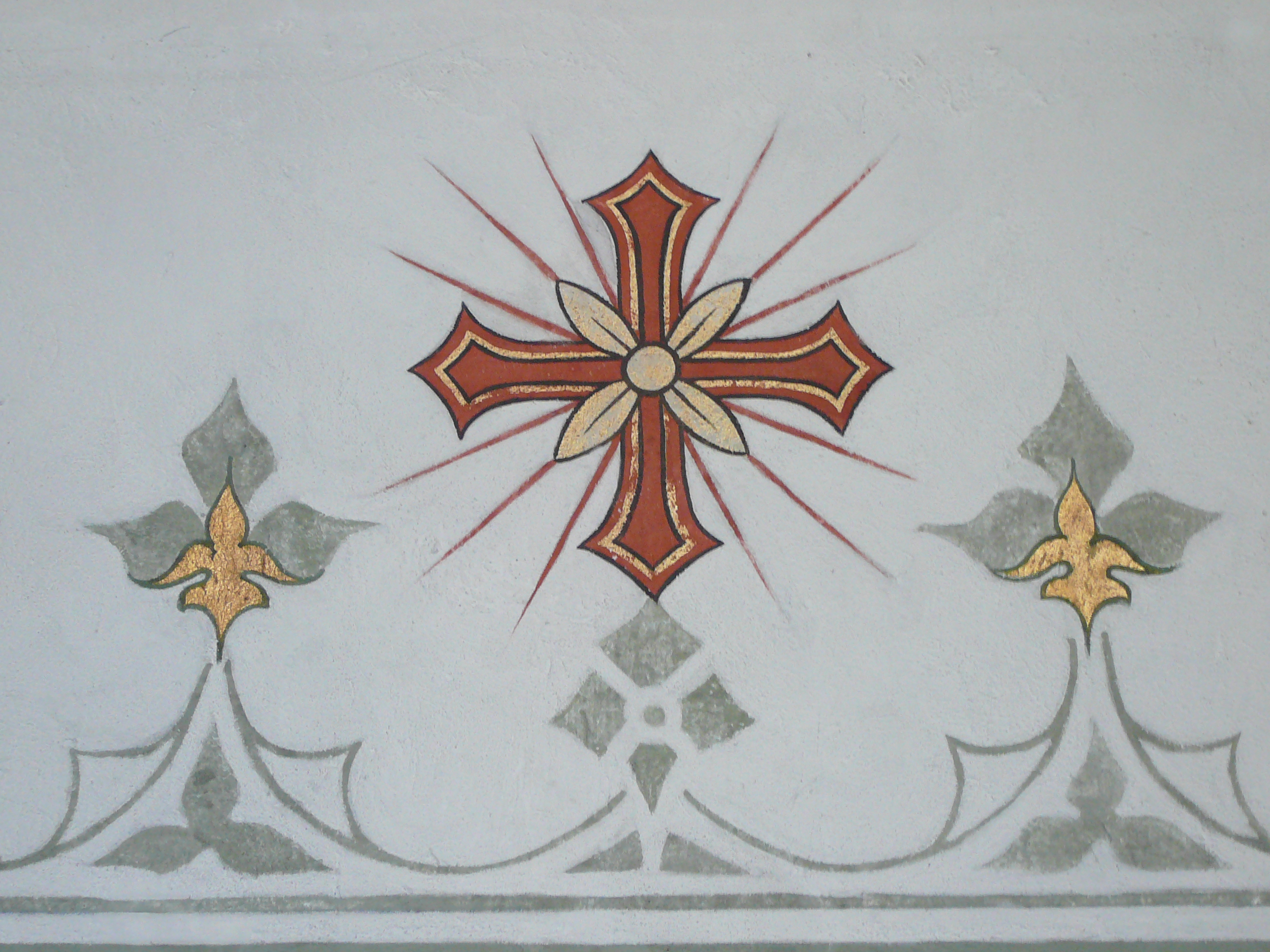
Wandbemalung, Detailaufnahme

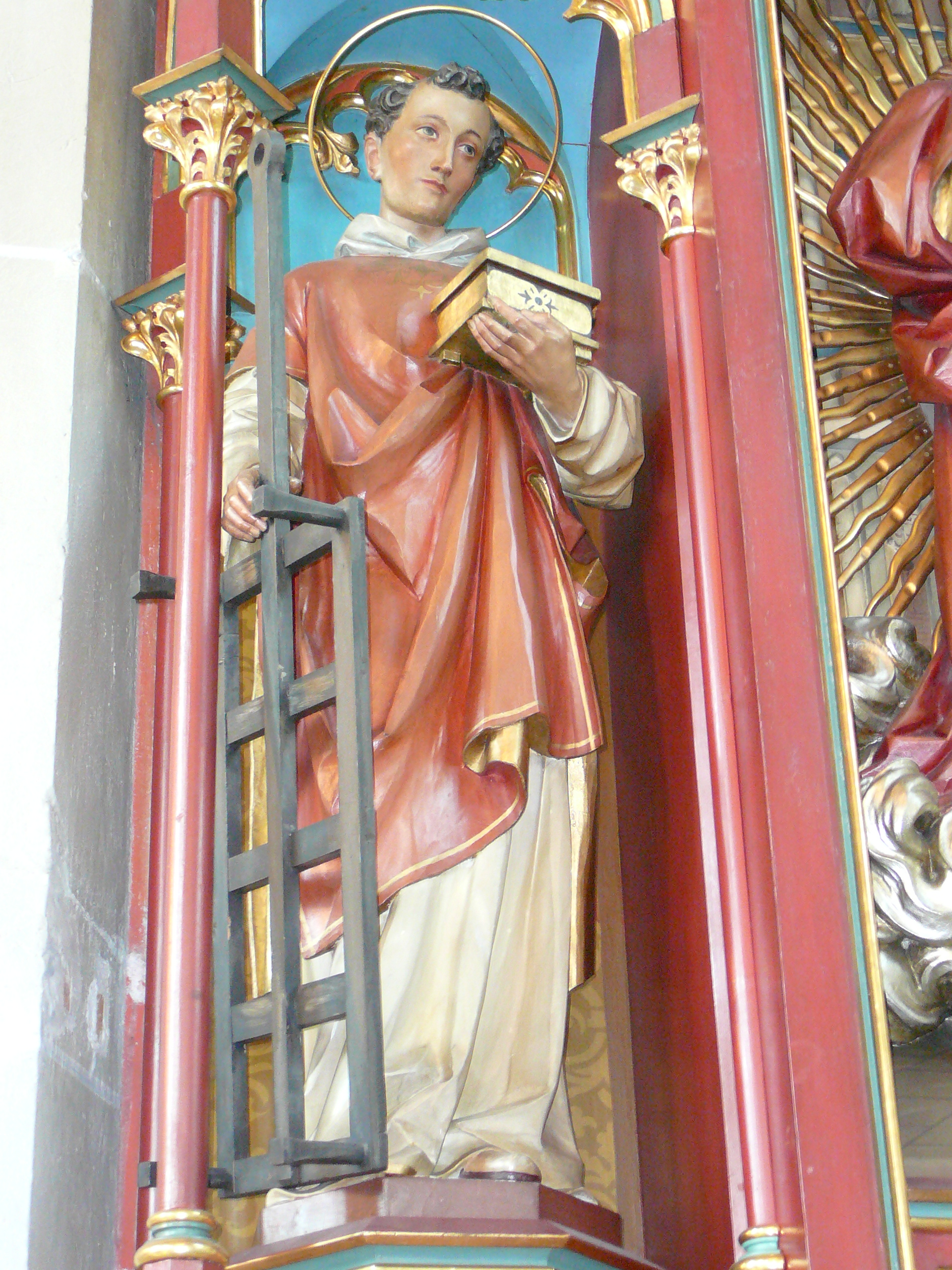
Hl. Laurentius, früherer Stadtpatron von Bülach, Detailaufnahme vom Seitenaltar

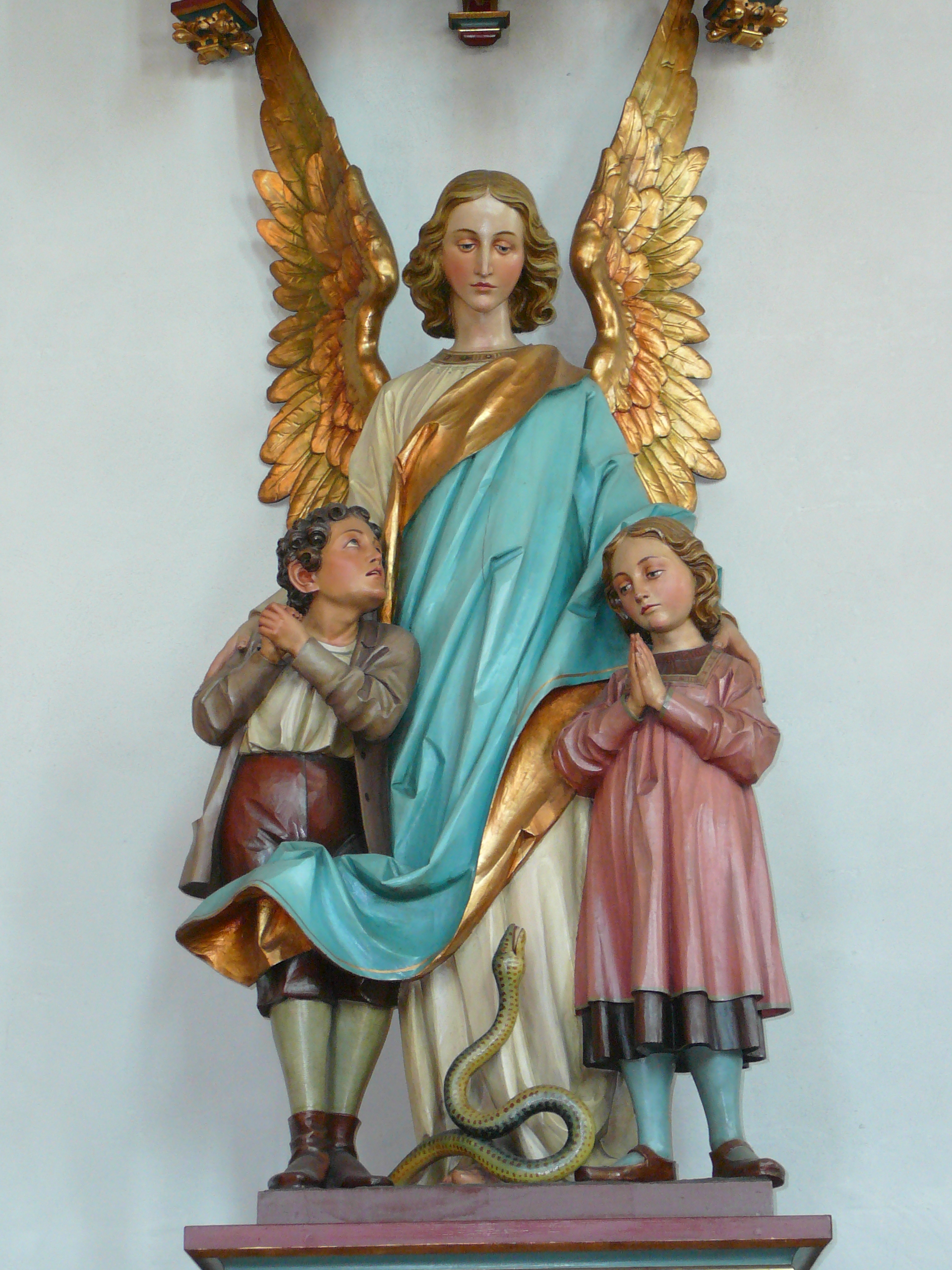
Schutzengel-Gruppe von Adolf Vogl (1850–1924)

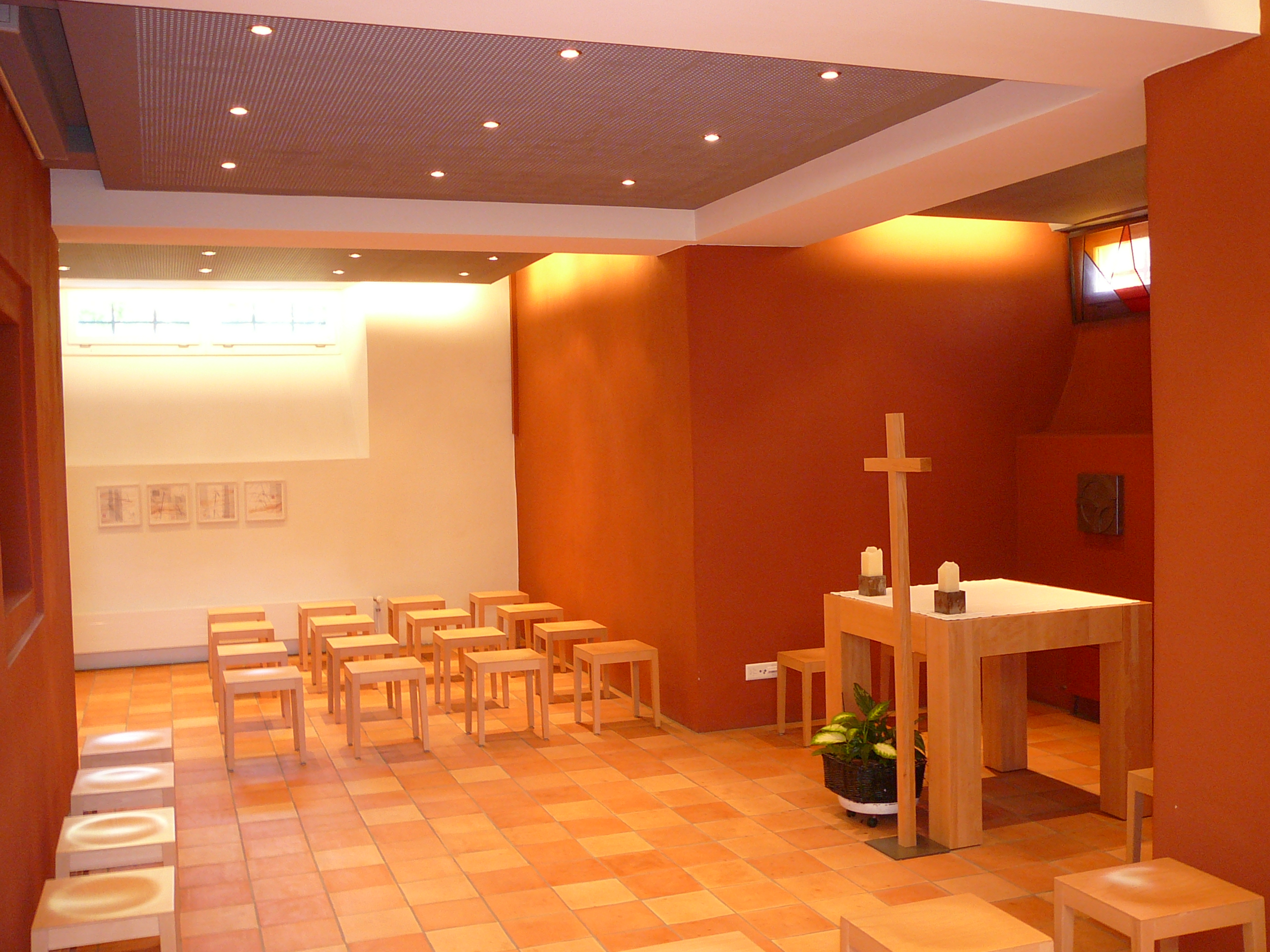
Krypta

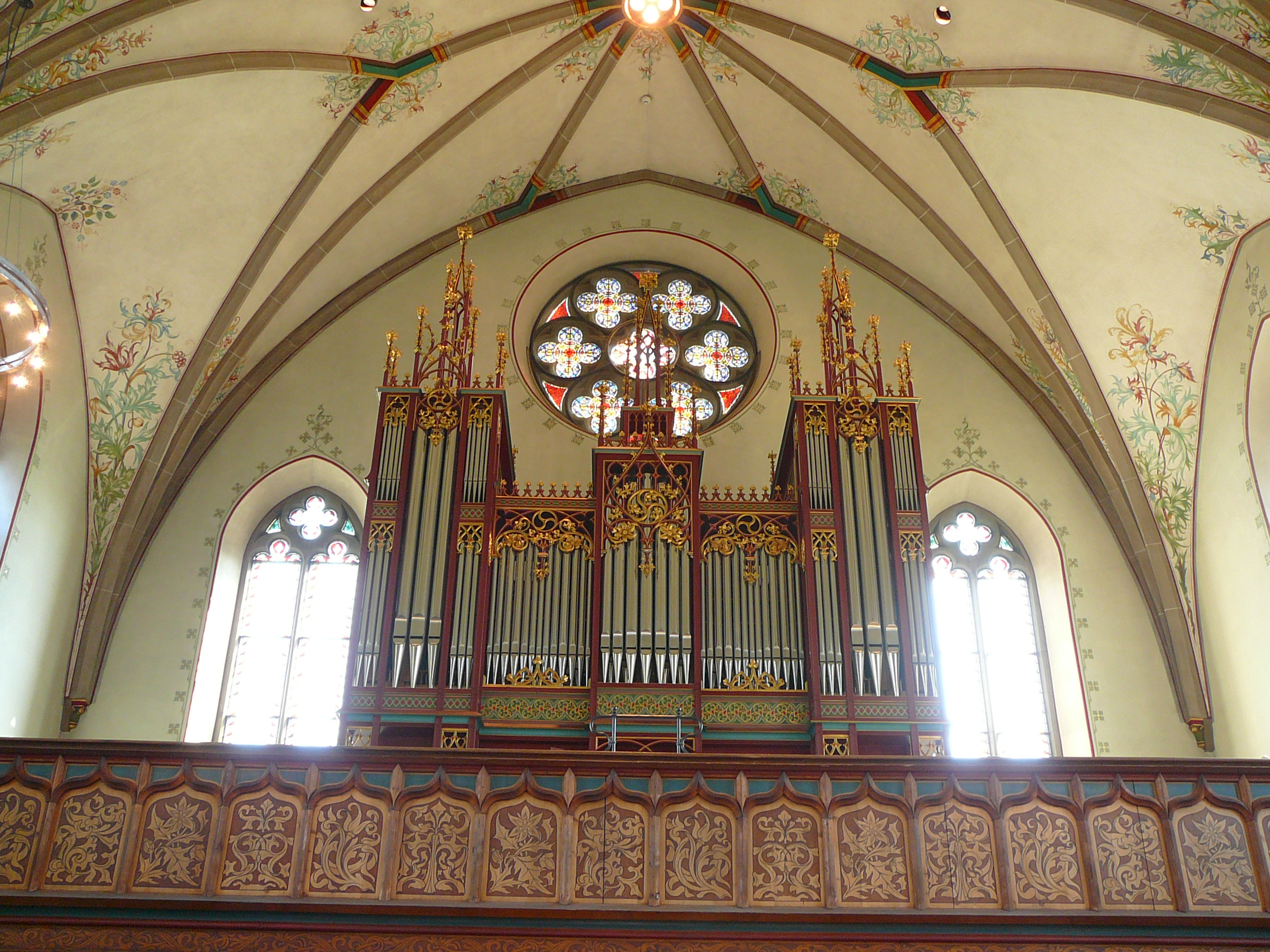
Späth-Orgel von 1990

Die Dreifaltigkeitskirche ist die römisch-katholische Pfarrkirche von Bülach im Zürcher Unterland. Sie steht an der Spitalstrasse in der Nähe vom Bahnhof Bülach und gilt, weil sie durch die Zeit hindurch kaum verändert wurde, als beispielhaftes Gesamtkunstwerk einer katholischen Diasporakirche der vorletzten Jahrhundertwende. Die Kirchgemeinde, zu der die Dreifaltigkeitskirche gehört, ist zuständig für die Orte Bülach, Bachenbülach, Hochfelden, Höri und Winkel.

## Geschichte

### Vorgeschichte und Namensgebung
Im Mittelalter wurde die erste Kirche am Standort der heutigen Reformierten Kirche Bülach bereits um das Jahr 650 erbaut, wie Ausgrabungen gezeigt haben. Damit gilt Bülach als einer der ältesten Standorte einer Kirche im ganzen Kanton Zürich. Erstmals erwähnt wird die Kirche von Bülach in einer Urkunde aus dem Jahr 811. Als Kirchenpatron wird der Hl. Laurentius von Rom genannt, weshalb sein Attribut, der Laurentiusrost, noch heute das Wappen der politischen Gemeinde Bülach schmückt und die 1902 erbaute katholische Kirche neben der Hl. Dreifaltigkeit auch den Hl. Laurentius zum Kirchenpatron hat. Die Reformation erfolgte in Bülach durch die Absetzung von Pfarrer Ulrich Rollenbutz im Jahr 1528. Johannes Haller, nach dem heute eine Gasse in der Altstadt benannt ist, wurde der erste reformierte Pfarrer von Bülach. Als Weggefährte von Huldrych Zwingli starb Johannes Haller im Zweiten Kappelerkrieg im Jahr 1531. Die Kirche im Zentrum der Altstadt wurde fortan als reformierte Kirche genutzt.
In der Zeit nach der Reformation bis zum Anfang des 19. Jahrhunderts waren katholische Gottesdienste im Kanton Zürich verboten. Das Toleranzedikt des Zürcher Regierungsrats vom 10. September 1807 erlaubte erstmals wieder eine katholische Gemeinde in Zürich. Das sog. Erste zürcherische Kirchengesetz im Jahr 1863 anerkannte die katholischen Kirchgemeinden neben Zürich auch in Winterthur, Dietikon und Rheinau (die letzten beiden waren traditionell katholisch geprägte Orte). Auf Grundlage des Vereinsrechts konnten daraufhin im ganzen Kanton katholische Niederlassungen gegründet werden. Mit Hilfe von Fördervereinigungen wie dem Piusverein (gegr. 1857) und der Katholischen Gesellschaft für inländische Mission (gegr. 1863) entstanden in den 1860er Jahren in kurzer Folge weitere Seelsorgestationen und spätere Pfarreien im Kanton Zürich: Männedorf (1864), Gattikon-Thalwil/Langnau (1864), Horgen (1865), Pilgersteg-Rüti/Wald (1866), Wald und Bubikon (1873), Uster (1876), Langnau (1877), Rüti (1878), Wädenswil (1881), Bülach (1882), Wetzikon (1890), Bauma (1894), Adliswil (1894), Pfungen (1895), Dübendorf (1897) und Küsnacht (1901). So kam es, dass um 1900 im Kanton Zürich bereits 20 katholische Pfarreien existierten, unter anderem auch die in Bülach.

### Entstehungs- und Baugeschichte
Die Gründung der katholischen Pfarreien im Kanton Zürich widerspiegelt die wirtschaftliche Entwicklung und die mit ihr einhergehende gesellschaftliche Umschichtung. Im Zuge der Industrialisierung wurden in Bülach Fabriken erbaut, die von der Wasserkraft der Glatt (Jakobstal), aber auch vom Strassen- und Eisenbahnbau profitierten. Aus der Ost- und Innerschweiz, bald aber auch aus Italien zogen katholische Arbeiter mit ihren Familien nach Bülach, weshalb die katholische Seelsorge immer vordringlicher wurde. Der katholische Bevölkerungsanteil in Bülach lag im Jahr 1880 mit ungefähr 6 % zwar noch wesentlich tiefer als das kantonale Mittel von 13,5 %, war aber bereits deutlich höher als die 2,6 % im Bezirk. In Bülach wurden damals bei einer Gesamtbevölkerung von 1851 Personen 111 Katholiken gezählt. Massgeblich für den Standort Bülach als erste katholische Seelsorgestelle in der Region waren auch die politische Bedeutung des Bezirkhauptortes und der regionale Eisenbahnknotenpunkt, dank dem die Katholiken des Umlandes rasch zur Seelsorgestelle gelangen konnten.
Am 4. Juni 1882 fand im Tanzsaal des Restaurants Rössli in Bülach die erste Messe nach der Reformation im Zürcher Unterland statt. Während zwei Jahren bewohnte ein erster katholischer Seelsorger ein Privathaus auf der Frohburg, bevor 1884 der definitive Pfarreisitz an der Schaffhauserstrasse bezogen werden konnte. Das hierfür umgebaute Neuhaus lag in der Nähe des Bahnhofs Bülach und war eine zweckmässige Vereinigung von Profan- und Sakralbau. Drei krabbenbesetzte Spitzbogenfenster im Erdgeschoss und der Dachreiter mit kleinem Glöcklein wiesen auf den kirchlichen Verwendungszweck des Gebäudes hin. Zu dieser Zeit war die katholische Seelsorgestelle Bülach für über 40 Gemeinden in der Region zuständig. Der 1893–1920 in Bülach tätige Pfarrer Robert Bässler und der 1892 gegründete Stationsverein Bülach mit Sitz in Zug trieben den Kirchbau in Bülach und den Aufbau des kirchlichen Lebens voran. So kaufte der Stationsverein Bülach im Jahr 1899 den Baugrund für die Dreifaltigkeitskirche auf der Sollizelg im Westen des Städtchens, in der Nähe des Bahnhofs Bülach. Das Gelände lag, wie sich später zeigen sollte, ausgesprochen günstig. Auf dem damals erst wenig bebauten Gelände wurden in unmittelbarer Nachbarschaft zur katholischen Kirche 1900 das Kreisspital und 1925 das Bezirksgebäude erbaut. Die heutige Dreifaltigkeitskirche wurde in den Jahren 1901–1902 nach Plänen des erfolgreichen Kirchenarchitekten August Hardegger in neugotischem Stil erbaut. Die Aushubarbeiten begannen im Oktober 1901, die Grundsteinlegung erfolgte am 20. April 1902 durch Augustin Stöckli, den damaligen Abt des Klosters Mehrerau. Am 22. November 1902 weihte der Bischof von Chur, Johannes Fidelis Battaglia die neue Kirche auf die Hl. Dreifaltigkeit und den Hl. Laurentius, den Ortspatron von Bülach. Gleichzeitig mit der Kirche wurde auf deren Ostseite unmittelbar an der Strasse auch ein Pfarrhaus in neugotischer Formensprache errichtet, das mit einem Krüppelwalmdach gedeckt ist und 1903 bezugsbereit war. 1973 erhielt die Pfarrei Bülach eine damals zeitgemässe Ergänzung durch ein Kirchgemeindezentrum samt Pfarramt mit Pfarrwohnung, nach Plänen des Architekten E.G. Streiff, Zürich erbaut. Die beiden Flachdachbauten in Betonbauweise umschliessen einen neu geschaffenen Platz auf der Ostseite der Kirche im rechten Winkel und bilden zusammen mit dem Pfarrhaus von 1903 einen quadratischen Innenhof, in dem sich die Eisenplastik Meerauge von Ernst Burgdorfer, Zürich befindet. Im Jahr 2007–2009 wurde das Pfarreizentrum samt Pfarramt und altem Pfarrhaus durch den Architekten Walter Hollenstein saniert, wobei im Pfarramt die Pfarrwohnung zu Büros umgebaut wurde; das Pfarrhaus aus dem Jahr 1903 erhielt seine ursprüngliche Bestimmung als eigentliches Pfarrhaus wieder zurück. Zusätzlich wurde in das Untergeschoss des Pfarrhauses eine Krypta eingebaut.
Die stark anwachsende katholische Bevölkerung im Bezirk Bülach machten in der ersten Hälfte des 20. Jahrhunderts den Bau weiterer Seelsorgestationen nötig, aus denen vier Pfarreien entstanden. In Bülach selber wurde mit der Schaffung der privatrechtlichen Katholischen Kirchgemeinde Bülach im Jahre 1943 und deren staatlicher Anerkennung 1963 die konstitutionelle Entwicklung der Pfarrei Bülach formal abgeschlossen.

### Tochterpfarreien und heutige Kirchgemeinde
Aus der Pfarrei Bülach gingen im 20. Jahrhundert vier Tochterpfarreien hervor: Die erste war die Pfarrei St. Pirminius (Pfungen). In Pfungen bestand seit 1895 eine Seelsorgestation, die bereits in den Jahren 1900–1901, also ein Jahr vor der Mutterpfarrei Bülach, ihre heutige Kirche St. Josef und St. Primin erhielt. Im Jahr 1901 wurde Pfungen Pfarr-Vikariat und 1902 eine selbständige Pfarrei, weshalb sie von der Pfarrei Bülach abgetrennt wurde. Die treibende Kraft für die Entwicklung der Pfarrei von Pfungen war der 1896 gegründete Männerverein.
Die heutige Kirchgemeinde Dielsdorf/Niederhasli ist die zweite Gründung von Bülach. Am 20. September 1896, dem Eidgenössischen Bettag, fand in Dielsdorf der erste katholische Gottesdienst statt und zwar wegen der zahlreichen katholischen Arbeiter in den Steinbrüchen, hauptsächlich aus Italien. Bei schönem Wetter wohnten der Messfeier bis zu 500 Leute unter freiem Himmel bei. Wegen Problemen, einen geeigneten Raum für die Gottesdienste zu finden, richtete sich das Augenmerk der Seelsorge im südwestlichen Teil des Zürcher Unterlandes für die kommenden Jahrzehnte schwerpunktmässig auf Niederhasli. Die dort im Jahr 1925 errichtete Kapelle – die heutige Pfarrkirche St. Christophorus – war zunächst der Schmerzhaften  Muttergottes geweiht und wurde zu einem Pfarr-Vikariat erhoben. Mit Aussicht auf den Neubau der Kirche St. Paulus in Dielsdorf (erbaut 1960–1962 durch den Architekten Justus Dahinden) wurde Niederhasli zusammen mit Dielsdorf im Jahr 1954 zur Pfarrei erhoben und von Bülach abgetrennt. Der Hauptsitz der Pfarrei war fortan Dielsdorf; die Kapelle in Niederhasli wurde dabei der Pfarrei St. Paulus Dielsdorf zugeschlagen. Im Jahr 1996 wurde die Niederhasli schliesslich zu einer eigenen Pfarrei erhoben und von Dielsdorf abgetrennt. Der neue Namenspatron der Kapelle von Niederhasli ist der Hl. Christophorus.
Die dritte Gründung von Bülach ist die Pfarrei St. Petrus Embrachertal, welche im Jahr 1966 zu einem Pfarrvikariat und per 1. Januar 1967 zu einem Pfarrrektorat erhoben wurde. Per Ostersonntag, den 14. April 1974, wurde St. Petrus Embrachertal vom Churer Bischof Johannes Vonderach schliesslich zur Pfarrei erhoben und von Bülach abgetrennt. Die erste katholische Kirche in Embrach, heute die Kapelle St. Petrus, stammt aus dem Jahr 1924, die zweite Kirche mit Pfarreizentrum wurde in den Jahren 1979–1980 erbaut.
Die vierte Gründung von Bülach aus ist die Pfarrei Glattfelden–Eglisau–Rafz. Sie befindet sich nördlich von Bülach und ist zuständig für neun Gemeinden. Am 21. September 1930 fand im Schulhaus Aarüti der erste katholische Gottesdienst in Glattfelden statt. In Eglisau wurde im Jahr 1942 in einem ehemaligen Magazin zwischen Krone und Hirschen eine Gottesdienststation eröffnet. Im gleichen Jahr konnte sowohl in Eglisau als auch in Glattfelden ein Bauplatz für den Bau der späteren Kirchen erworben werden. 1949 wurde am Palmsonntag, den 10. April, in Eglisau der Grundstein für den Bau der Kirche St. Judas Thaddäus gelegt und am 2. April 1950 eingesegnet. Am 22. Oktober 1950 erfolgte die Grundsteinlegung für die Kirche St. Josef in Glattfelden, welche am 21. Oktober 1952 eingeweiht wurde. Am 20. Juni 1963 ernannte der Churer Bischof Johannes Vonderach Glattfelden-Eglisau zu einem Pfarr-Rektorat und per 1. Januar 1968 zu einer eigenständigen Pfarrei. 1993 wurde die Auferstehungskirche St. Maria Magdalena (Rafz) eingeweiht und im Jahr 2007 wurde in Eglisau das gemeinsame Pfarreizentrum eröffnet.
Heute ist die Pfarrei Bülach mit ihren 8'575 Mitgliedern (Stand 2021) eine der grossen katholischen Kirchgemeinden des Kantons Zürich.

## Baubeschreibung

### Kirchturm, Glocken und Äusseres
Die Dreifaltigkeitskirche wurde in idealisierenden Formen einer späten Landgotik in den Jahren 1900–1902 errichtet und besteht aus einem schlichten, nach Norden gerichteten Kirchenschiff und einem eingezogenen, im halben Sechseck schliessenden, etwas tiefer ansetzenden Chor. An der westlichen Chorflanke steht der Kirchturm, dessen polygonaler Spitzhelm über vier geschweiften Kreuzgiebeln aufragt. Der Turm beherbergt ein vierstimmiges Geläute, welches von der Hofglockengiesserei Franz Schilling Söhne, Apolda Thüringen im Jahr 1926 gegossen und am 12. September 1926 feierlich geweiht wurde. Die vier Glocken erklingen in der Tonfolge c, es, f, und as, dem Anfang des Antiphons von Pfingsten und bilden zusammen mit den Glocken der Reformierten Kirche das Geläute von Bülach. Aufgrund der Tatsache, dass in Deutschland im Zweiten Weltkrieg viele Glocken für die Rüstungsindustrie eingezogen wurden, gilt das Geläute von der Dreifaltigkeitskirche als ein heute seltenes Beispiel für die Glocken der Firma Apolda aus den 1920er Jahren. Folgende Glocken befinden sich im Kirchturm:
| Nummer | Gewicht | Durchmesser | Ton | Widmung        |
| ------ | ------- | ----------- | --- | -------------- |
| 1      | 2350 kg | 150 cm      | c   | Dreifaltigkeit |
| 2      | 1350 kg | 130 cm      | es  | Ave Maria      |
| 3      | 950 kg  | 115 cm      | f   | St. Josef      |
| 4      | 550 kg  | 96 cm       | as  | Hl. Laurentius |

Die wimpergartigen Turmgiebel sind, wie jene des Kirchenschiffs und des Turmhelms, mit vergoldeten Kugelknäufen geschmückt. Der Kirchturm und der Giebel des Kirchenschiffs schliessen mit über den Kugelknäufen aufragenden Kreuzen ab. Drachenspeier zieren die Dachkanten von Schiff und Turm. Vier Spitzgauben mit dreipassförmiger Verglasung rhythmisieren das schiefergedeckte Schiffsdach. Die Seitenfronten des Schiffs sind durch Strebepfeiler gegliedert, die sich auch an den Chorkanten und an der Eingangsfront fortsetzen. Die dazwischen liegenden Spitzbogenfenster sind schlicht gehalten. Über dem Haupteingang der Kirche befindet sich eine Masswerkrose. Die Kirchenmauern sind aus Lägernkalkblöcken erbaut, das Hauptportal wurde in Sandstein ausgeführt.

### Innenraum und künstlerische Ausstattung
Der Saalraum ist langgestreckt und wurde mit einer vierjochigen Spitztonne überwölbt. Der Chor der Kirche ist leicht eingezogen, weshalb das Kirchenschiff mit einem schlanken Triumphbogen abschliesst. Das geometrische Netzwerk der falschen Gewölbe über Schiff und Chor besteht aus einem vergipsten Lattenrost und gezogenen Gipsrippen. Die Dekorationsmalerei der Gewölbe zeigt ein vegetabiles Rankenwerk, das von stilisierten Rosen, Disteln, Lilien, Granatäpfeln und Phantasieblüten in Rot, Gelb und Blau durchsetzt ist. Die Schiffs- und Chorwände sind in grünlichem Ton gehalten, deren Sockelzone mit einem kräftig grünen Brüstungsband mit regelmässig aufgesetzten Kreuzblüten und vegetabilem Bordürenabschluss überzogen ist. Der Triumphbogen und die Blendnischen hinter den Seitenaltären sind mit reichen Bordürenornamenten überzogen. Die Dekorationsmalerei ist mit Leimfarbe aufgetragen. Die Motive wurden mit Bleistift vorgezeichnet und freihändig gemalt.
Zur Zeit der Einweihung der Kirche im Jahr 1902 fehlten aufgrund Geldmangels noch wesentliche Elemente der heutigen Ausstattung. Lediglich der heutige Taufstein, geschaffen vom Steinbildhauer R. Haug, Staad SG und die Kirchenbänke waren vorhanden. Die Ausstattung der Kirche erfolgte in den nächsten Jahren schrittweise. So wurde im Jahr 1906 die Ausmalung der Kirche und im Jahr 1909 der Hochaltar durch die Altarbaufirma Carl Glauner, (gest. 1916) aus Wil SG ausgeführt. 1914 erwarb die Pfarrei Bülach die erste Orgel der Kirche, ein von der Orgelbaufirma Haas erbautes und von der Firma Goll, Horw LU erweitertes Instrument. 1921 wurde die Gasbeleuchtung in der Kirche durch eine elektrische ersetzt und hierbei auch ein grosser Ringleuchter installiert, der im Jahr 1989 durch sechs kleinere ersetzt wurde. Im gleichen Jahr folgten die zwei Seitenaltäre, die Kanzel, die Kommunionbank, die Beichtstühle und die Chorbestuhlung sowie die Pietà und die Ölberggruppe in den seitlichen Wandnischen des Kirchenschiffs, eine Weihnachtskrippe und die 14 Kreuzwegstationen (geweiht am 25. Februar 1923). Alle diese Ausstattungsgegenstände wurden von der Altarbaufirma Adolf Vogl (1850–1924) aus Hall erstellt. Bei dieser Gelegenheit erneuerte man die ursprünglich bescheidenere Sockelmalerei an den Schiffswänden in der heutigen Form und brachte vermutlich auch kleinere Ornamentergänzungen an den Gewölbeansätzen an. Die in den folgenden Jahrzehnten gemachten Instandsetzungsarbeiten und Ergänzungen beliessen den Bauzustand von 1923 weitgehend. Das vierstimmige Geläute, welches von der Hofglockengiesserei Franz Schilling Söhne, Apolda Thüringen stammt, wurde 1926 geweiht. In den Jahren 1989–1990 wurde die Kirche umfassend saniert, wobei im Innern der Chorgrundriss durch die Vorverlegung der Altarstufen leicht vergrössert wurde. Spätere Einbauten wie die von der Formsprache her nicht passenden Beichtstühle oder der Windfang beim Haupteingang wurden bei dieser Kirchensanierung entfernt. Der alte Terrazzo-Fussbodens wurde durch einen neuen ersetzt, der mit roten und grünen Einschlüssen die Farbgebung der Kirche aufnimmt. Der grösste bauliche Eingriff war der Umbau der Sakristei, welche erweitert und unterkellert wurde.

### Chorausstattung
Der Hochaltar wurde von Carl Glauner, Wil SG im Jahr 1909 gefertigt. Es handelt sich um einen dreiteiligen Schnitzaltar mit hochragendem Gesprenge über dem Tabernakel. In der Mitte ist eine vollplastische Figurengruppe der Dreifaltigkeit zu entdecken (Patrozinium der Kirche), links stellt eine Bildtafel mit figürlichem Relief die Verklärung, rechts die Taufe Christi dar.
Die beiden Chorfenster wurden 1902 von Fritz Berbig, Zürich gemalt und zeigen die vier Kirchenväter: Hl. Gregor und Hl. Ambrosius (links), Hl. Augustinus und Hl. Hieronymus (rechts). Die Chorstühle stehen seitlich an der Chorwand und stammen aus der Werkstatt Adolf Vogl, Hall aus dem Jahr 1922. Der Volksaltar ist eine Neuanfertigung nach Entwürfen vom Architekten Hugo Spirig aus dem Jahr 1989.

### Ausstattung des Kirchenschiffs
Beide Seitenaltäre wurden als Pendants gestaltet. Es handelt sich um einteilige Retabelaltäre mit Fialenbekrönung aus der Werkstatt von Adolf Vogl, Hall aus dem Jahr 1922. Der linke Seitenaltar zeigt im Mittelschrein Mariä Verkündigung, in den seitlichen Gesprengenischen den Hl. Karl Borromäus (links) und den Hl. Franziskus (rechts). In der Fialenbekrönung die Hl. Anna mit Maria als Kind. Der rechte Seitenaltar stellt im Mittelschrein die Erscheinung des Herzens Jesu an die Hl. Margareta Maria Alacoque dar, umgeben von dem Hl. Laurentius (dem zweiten Kirchenpatron, links) und dem Hl. Aloisius von Gonzaga (dem Patron der Jungmänner, rechts). In der Fialenbekrönung findet sich der Hl. Josef mit dem Jesuskind.
Die Kanzel befindet sich an der Westwand des Kirchenschiffs. In den Brüstungsfeldern des Kanzelkorbes finden sich die vier Evangelisten. Im Schalldeckel befindet sich eine Mosesfigur. Auch die Kanzel stammt aus der Werkstatt von Adolf Vogl, Hall.
Weiter finden sich im Kirchenschiff folgende Figurengruppen: Als Pendant zur Kanzel an der Ostwand eine Schutzengelgruppe, vier vollplastische Heiligen- und Apostelstatuen auf Konsolen (Hl. Agnes und Hl. Paulus an der Ostwand und Hl. Petrus sowie Hl. Cäcilia an der Westwand), eine Ölberggruppe, eine Pietàgruppe sowie der Kreuzweg, alles aus der Werkstatt von Adolf Vogl, Hall. Der Beichtstuhl und die Andachtsnische schliesslich stammen aus dem Jahr 1989 und wurden nach Plänen des Architekten Hugo Spirig erstellt.
Die Fenster des Kirchenschiffs sind allesamt original aus dem Jahr 1902. Es handelt sich um zweilanzettige Transparentgläser auf geometrisierenden Bleirutenornamenten mit farbig alternierenden Blattfriesrahmen.

### Orgel
Das erste Mal erklang eine Orgel in der Dreifaltigkeitskirche im Juni 1914. Es handelte sich um ein Instrument des Orgelbauers Friedrich Haas aus dem Jahr 1865, das aus der Reformierten Kirche Thalwil stammte und von der Orgelbaufirma Goll für Bülach instandgestellt und erweitert wurde. Im Jahr 1989 wurde dieses Instrument ausgebaut und von der reformierten Kirchgemeinde Thalwil zurückgekauft. Diese Orgel befindet sich seit 1992 wieder auf der Empore der reformierten Kirche Thalwil.
In den Jahren 1989–1990 wurde die heutige Orgel von der Orgelbaufirma Späth in Rapperswil SG erbaut. Ein dem Stil der Kirche angepasstes Gehäuse in nachempfundenen neugotischen Formen beherbergt das Instrument, das mit Beratung von Pater Ambros Koch, Einsiedeln, entstand. Es handelt sich um eine 26 Register umfassende Orgel, die am 30. September 1990 eingeweiht wurde. Das Instrument hat folgende Disposition:
| I Hauptwerk C–a3 |       |
| Dulzgedackt      | 16′   |
| Prinzipal        | 8′    |
| Koppelflöte      | 8′    |
| Oktave           | 4′    |
| Flöte            | 4′    |
| Nasat            | 2 ⁄3′ |
| Oktave           | 2′    |
| Mixtur IV        | 1 ⁄3′ |
| Trompete         | 8′    |

| II Schwellwerk C–a3 |       |
| Gedackt             | 8′    |
| Salicional          | 8′    |
| Prinzipal           | 4′    |
| Traversflöte        | 4′    |
| Waldflöte           | 2′    |
| Sesquialter II      | 2 ⁄3′ |
| Scharf III          | 1′    |
| Schalmey            | 8′    |
| Tremulant           |       |

| Pedal C–f1    |       |
| Prinzipalbass | 16′   |
| Subbass       | 16′   |
| Oktavbass     | 8′    |
| Bassflöte     | 8′    |
| Oktave        | 4′    |
| Rauschwerk V  | 2 ⁄3′ |
| Posaune       | 16′   |
| Basstrompete  | 8′    |
| Clairon       | 4′    |

- Koppeln: II/I, I/P, II/P
- Spielhilfen: Mixturen ab, Zungen ab, 4fache mechanische Setzeranlage

### Krypta
Im Rahmen der Sanierung des Pfarrhauses wurde in dessen Untergeschoss in den Jahren 2007/08 eine Krypta eingebaut, welche am 31. August 2008 eingeweiht wurde. Im Gegensatz zur neugotischen Pfarrkirche wurde die Krypta schlicht gestaltet: Ein Holzaltar, ein in der Wand eingelassener Tabernakel sowie ein Holzkreuz prägen den Raum. Sowohl bei der Freitreppe vor der Krypta als auch auf dem Tabernakel findet sich eine Gestaltung mit dem Tau – dem letzten Buchstaben des hebräischen Alphabets – in einem Kreis, welcher durch den hebräischen Buchstaben in drei Teile gegliedert wird und damit an die Dreifaltigkeit erinnert, der die Pfarrei geweiht ist. Dieses Symbol wird auch vom Brunnen auf dem Hof zwischen der Kirche und dem Pfarrhaus aufgegriffen. Die runde Form dieses Symbols erinnert auch an die Rosette in der neugotischen Kirche und stellt damit den Bezug der jüngeren Gestaltungen zur neogotischen Kirche her.

## Baudenkmalschutz
Wie die reformierte Kirche Bülach, das Rathaus und Teile der Bülacher Altstadt ist auch die katholische Dreifaltigkeitskirche auf der Liste der Kulturgüter des Kantons Zürich (Kategorie B) eingetragen.